# Heinersgrün
Heinersgrün ist ein Ortsteil der Gemeinde Weischlitz im sächsischen Vogtlandkreis. Er wurde am 1. Januar 1994 mit sechs weiteren Gemeinden zur Gemeinde Burgstein zusammengeschlossen. Diese wurde wiederum am 1. Januar 2011 in die Großgemeinde Weischlitz eingegliedert.

## Geografie

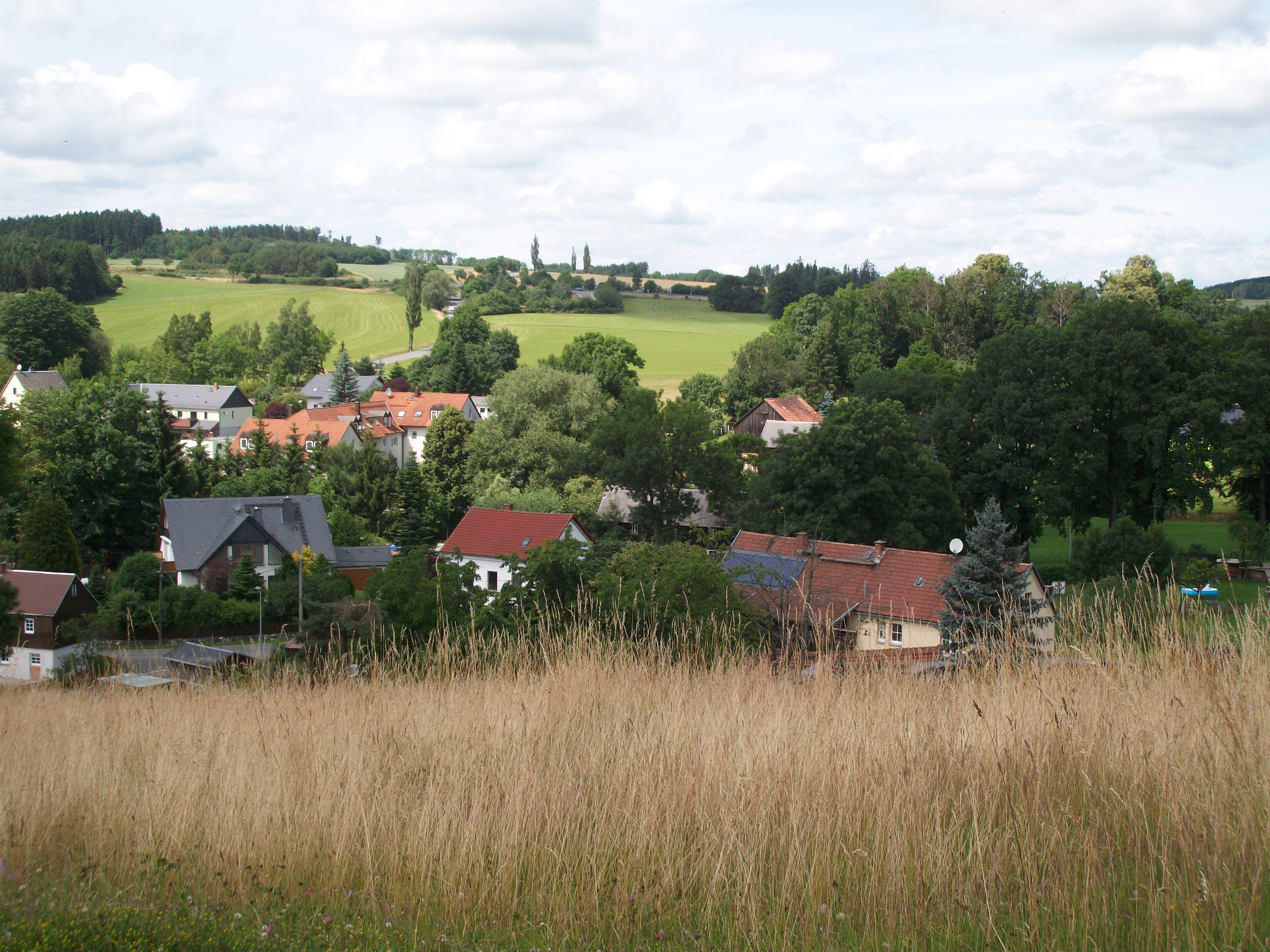
Blick von der Kapelle St. Clara auf Heinersgrün

### Lage und Verkehr
Heinersgrün liegt im Südwesten der Gemeinde Weischlitz im Landschaftsschutzgebiet Talsperre Dröda zwischen der Staatsstraße 319 (ehemalige Bundesstraße 173) und der Bundesautobahn 72. In unmittelbarer Nähe des Ortes befinden sich das Naturschutzgebiet „Himmelreich“ (ehemalige Grenzstreifen der innerdeutschen Grenze) und das Flächennaturdenkmal „Grenzheide“, die zum Grünen Band Deutschland gehören. Nordwestlich des Orts befindet sich an der A 72 noch der ehemalige Wachturm. ⊙ Etwas westlich des Turms befindet sich die Wüstung Markusgrün (Marxgrün), deren Häuser im Zuge der Grenzsicherung nach 1961 abgerissen wurden. ⊙ Nordwestlich von Heinersgrün verläuft der Kammweg Erzgebirge–Vogtland.
Heinersgrün befindet sich im Westen des Vogtlandkreises und im sächsischen Teil des historischen Vogtlands, an der Grenze zum Bayerischen Vogtland. Der Ort liegt  im Zentrum des Naturraums Vogtland (Mittelvogtländisches Kuppenland).
Der Ort ist mit der vertakteten RufBus-Linie 52 des Verkehrsverbunds Vogtland an Weischlitz, Oelsnitz und Gutenfürst angebunden.

### Nachbarorte
|               | Krebes                                      |                   |
| Föhrig Bayern | Kompassrose, die auf Nachbargemeinden zeigt | Flur Ramoldsreuth |
| Blosenberg    | Flur Ebersberg                              | Engelhardtsgrün   |

## Geschichte

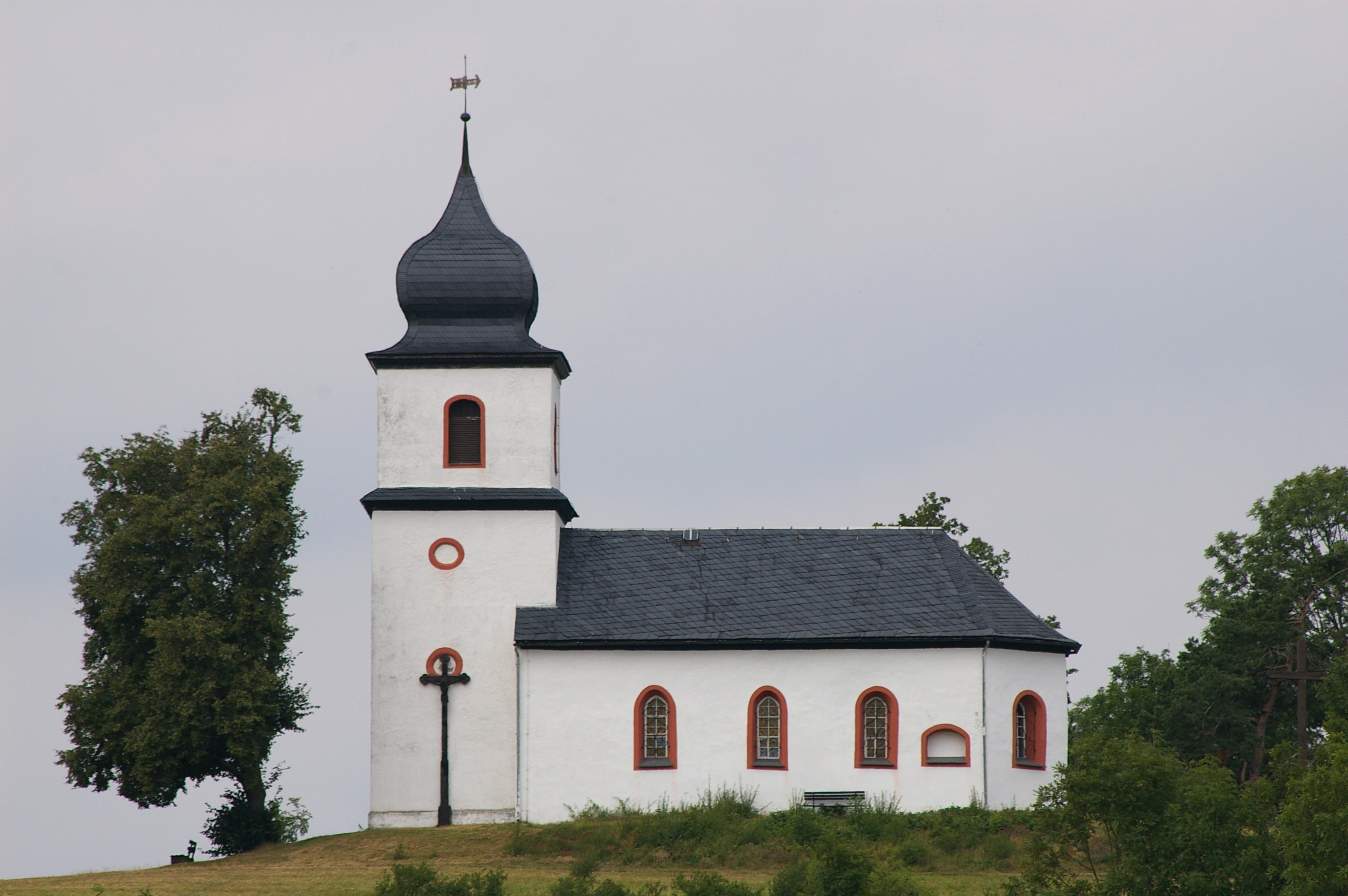
Kapelle St. Clara Heinersgrün (2012)

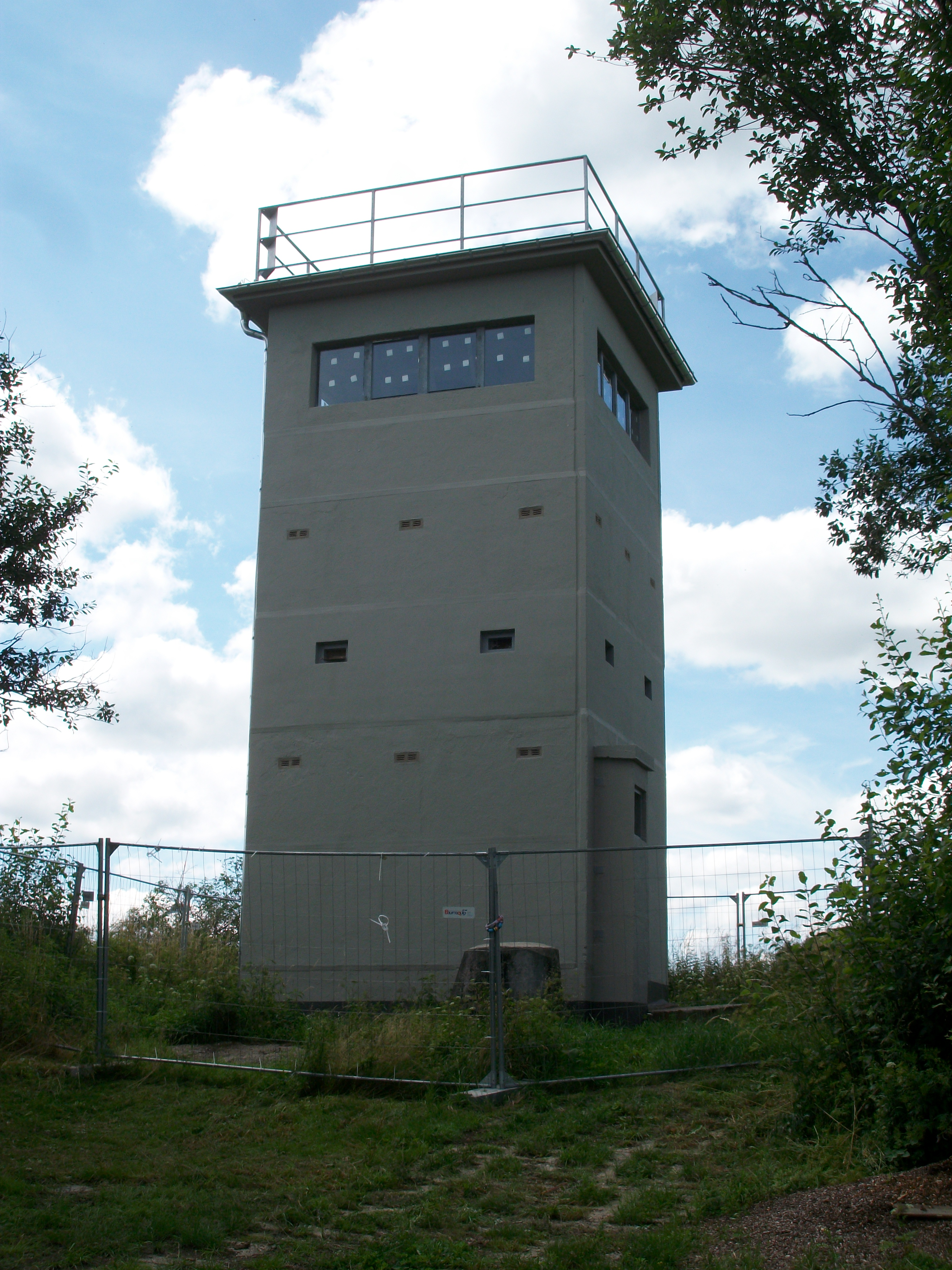
Grenzturm Heinersgrün

Das Waldhufendorf Heinersgrün wurde im Jahr 1296 als „Heinrichsgrune“ im Bobenneukirchener Vertrag erwähnt. Ein Herrensitz wurde in Heinersgrün bereits im 12. Jahrhundert genannt. Um 1330 befand sich dieser im Besitz der oberfränkischen und vogtländischen Adelsfamilie von Feilitzsch. Das Vorwerk Marxgrün (Markusgrün) wurde im Jahr 1412 genannt, das Rittergut Heinersgrün ab 1542. Die Heinersgrüner Linie der Familie von Feilitzsch veräußerte das Rittergut im Jahr 1648 an die Familie von Pöllnitz. Ein anderer Familienzweig derer von Feilitzsch kaufte es 1785 wieder zurück. Als Grablege der beiden Familien diente die zu Beginn als Wallfahrtskirche genutzte St.-Clara-Kapelle in Heinersgrün, welche noch heute Kapelle Santa Clara genannt wird. Sie wurde im 12./13. Jahrhundert erbaut und 1529 erstmals urkundlich erwähnt. Kirchlich war Heinersgrün früher zur Streitpfarre Wiedersberg gepfarrt, seit 1930 nach Bobenneukirchen.
Bezüglich der Grundherrschaft gehörte der Ort Heinersgrün erst ab 1764 komplett zum Rittergut Heinersgrün. Um 1542 und 1606 gehörte der Ort auch anteilig der Pfarre Plauen und dem Kloster Hof. Heinersgrün mit Marxgrün lag bis 1856 im kursächsischen bzw. königlich-sächsischen Amt Voigtsberg. 1856 wurde der Ort dem Gerichtsamt Oelsnitz und 1875 der Amtshauptmannschaft Oelsnitz angegliedert. Im Jahr 1920 wurde das Schloss Heinersgrün Opfer der Flammen, da der vom benachbarten Stall ausgehende Brand auf das Schloss übergriff. Bereits 1921 wurde das Schloss in leicht veränderter Form von Philipp Freiherr von Feilitzsch wieder aufgebaut. 1936 verkaufte dieser das Rittergut Heinersgrün mit dem Vorwerk Markusgrün an den Landwirt Achaz von Zehmen, von dem es 1942 an Emil Kleine-Brockhoff kam. Das Waldgut Markusgrün behielt von Zehmen jedoch. Die Streusiedlung Marxgrün nordwestlich von Heinersgrün, deren Zentrum ein Gutshof mit Herrenhaus war, wurde ab 1908 und offiziell ab 1930 als Markusgrün bezeichnet. Zu dieser Zeit hatte der Ort 25 Einwohner.
Im Zuge der Bodenreform in der Sowjetischen Besatzungszone ab 1945 erfolgte die Enteignung des Ritterguts Heinersgrün mit dem Vorwerk Marxgrün. Das Rittgergut wurde zunächst für ca. ein Jahr von der Roten Armee als Versorgungsgut genutzt. Anschließend wurde es kurze Zeit von Neubauern und Umsiedlern bewohnt. Im Jahr 1948 wurde das Schloss von der Landesbodenkommission dem FDGB übergeben. Aufgrund der Lage im 5 Kilometer breiten Sperrgebiet an der Grenze zur BRD war im Schloss Heinersgrün seit 1950 ein Kommando der Grenztruppen der DDR untergebracht. Wegen der Sprengung der Saalebrücke Rudolphstein der Autobahn München–Berlin im Jahr 1945 wurde der Ende der 1930er Jahre erbaute Abschnitt der heutigen Bundesautobahn 72 (Hof–Chemnitz) zwischen 1945 und 1951 als Interzonenübergang genutzt. Die kleine Siedlung Markusgrün hatte dabei ab 1945 eine besondere Bedeutung für die Grenzsicherung, da von ihr aus der Grenzstreifen und die Autobahn samt Übergang gut erreichbar und einsehbar waren. Seit 1948 befand sich in Markusgrün eine Kompanie der Deutschen Grenzpolizei (DGP), deren Standort in den 1950er Jahren weiter ausgebaut wurde. Im Jahr 1951 wurde der Autobahnübergang bei Markusgrün geschlossen und die Autobahn bis 1989 zwischen Hof/Töpen und Pirk für den Verkehr gesperrt. Zumindest in den 1980er-Jahren war innerhalb des Grenzsperrgebietes der Abschnitt zwischen der Behelfsausfahrt Großzöbern und der (beim späteren Ausbau nicht freigegebenen) Abfahrt Heinersgrün zweistreifig befahrbar. Nachdem im Zuge des Mauerbaus im Jahr 1961 auch die Innerdeutsche Grenze verstärkt wurde, befand sich Markusgrün im 500 Meter breiten Schutzstreifen. Da der Ort somit nicht mehr zugänglich war, verfielen die verlassenen Gebäude und es erfolgte später der Abriss. Wenige Meter östlich des Orts entstand der noch von der Autobahn aus sichtbare Wachturm der Grenztruppen.
Durch die zweite Kreisreform in der DDR kam die Gemeinde Heinersgrün im Jahr 1952 zum Kreis Oelsnitz im Bezirk Chemnitz (1953 in Bezirk Karl-Marx-Stadt umbenannt). 1972 übernahm die Gemeinde Heinersgrün das örtliche Schloss und nutzte es als Gemeindeamt, Poststelle, Verkaufsstelle, Bibliothek, Gaststätte und Wohnhaus. 1995 wurde das Gebäude an Joachim Gräf verkauft, der eine umfangreiche Sanierung durchführte und mehrere Wohnungen einrichtete.
Nach der Wende gehört der einstige Grenzstreifen zum Naturschutzgebiet Grünes Band Deutschland. Heinersgrün gehörte ab 1990 zunächst zum sächsischen Landkreis Oelsnitz. Am 1. Januar 1994 schloss sich die Gemeinde Heinersgrün mit sechs weiteren Gemeinden zur Gemeinde Burgstein zusammen, wodurch der Ort in den Landkreis Plauen wechselte, der 1996 im Vogtlandkreis aufging. Mit der Eingliederung der Gemeinde Burgstein in die Großgemeinde Weischlitz bildet Heinersgrün seit dem 1. Januar 2011 einen Ortsteil von Weischlitz.

## Sehenswürdigkeiten

### Schloss
Das ehemalige Rittergut Heinersgrün ist seit dem 12. Jahrhundert nachweisbar. Das Bauwerk wurde durch Brand im Jahr 1920 weitgehend zerstört und in den Jahren 1921/22 wieder aufgebaut; ein durchgreifender Umbau erfolgte im Jahr 1995. Das Gebäude ist eine Vierturmanlage, die nördliche Schauseite ist durch runde Ecktürme mit Kuppeln flankiert. Der rechteckige Treppenturm ist etwas aus der Fassadenmitte gerückt. In den Wohnräumen des Obergeschosses sind Stuckdecken im Jugendstil erhalten. Das Schloss wird heute zu Wohnzwecken genutzt und kann nicht besichtigt werden.

### Kapelle
Die evangelische Kapelle Heinersgrün entstand aus der ehemaligen Wallfahrtskapelle St. Clara und wurde bis 1945 als Grabkapelle derer von Feilitzsch genutzt. Die auf einem Berg in dominanter Lage außerhalb des Ortes gelegene Saalkirche stammt im Kern aus dem 13. Jahrhundert und wurde im Jahr 1748 umgebaut. Das Innere wurde 1968 neu ausgemalt. Das Bauwerk ist ein verputzter Bruchsteinbau mit gedrungenem, quadratischem Westturm, das Glockengeschoss wird von einer geschwungenen Barockhaube bekrönt. Im Innern ist der Emporensaal mit flacher Balkendecke in Fischgrätmuster abgeschlossen. An der Nordseite sind zweigeschossige Betstübchen eingebaut. Der Kanzelaltar aus Holz mit der Jahreszahl 1746 nimmt die apsisartige Chornische ein und ist mit reich entwickeltem Rokokorahmenwerk verziert. Neben dem Kanzelkorb ist eine spätgotische Schnitzfigur des Petrus aus der Zeit um 1500 eingesetzt, auf dem Altartisch sind Figuren der Apostel aufgestellt. Nachdem die Kapelle während der Lage im innerdeutschen Grenzgebiet lange Zeit nicht genutzt werden konnte, gehört sie heute zur Kirchgemeinde Burgstein und wird nach der deutschen Wiedervereinigung wieder als Kirche genutzt.